# La Paz (Entre Ríos)
La Paz is een plaats in het Argentijnse departement La Paz in de provincie Entre Ríos. De plaats telt 24.716 inwoners.